# Blidești
Blidești – wieś w Rumunii, w okręgu Alba, w gminie Roșia Montană. W 2011 roku liczyła 19 mieszkańców.